# District de Chepo
Le district de Chepo est un district (distrito) de la province du Panamá au Panama. Selon le recensement de 2010, la population était de 46 139 habitants. Le district couvre une superficie totale de 4 937 km2. Son chef-lieu est la municipalité de Chepo.

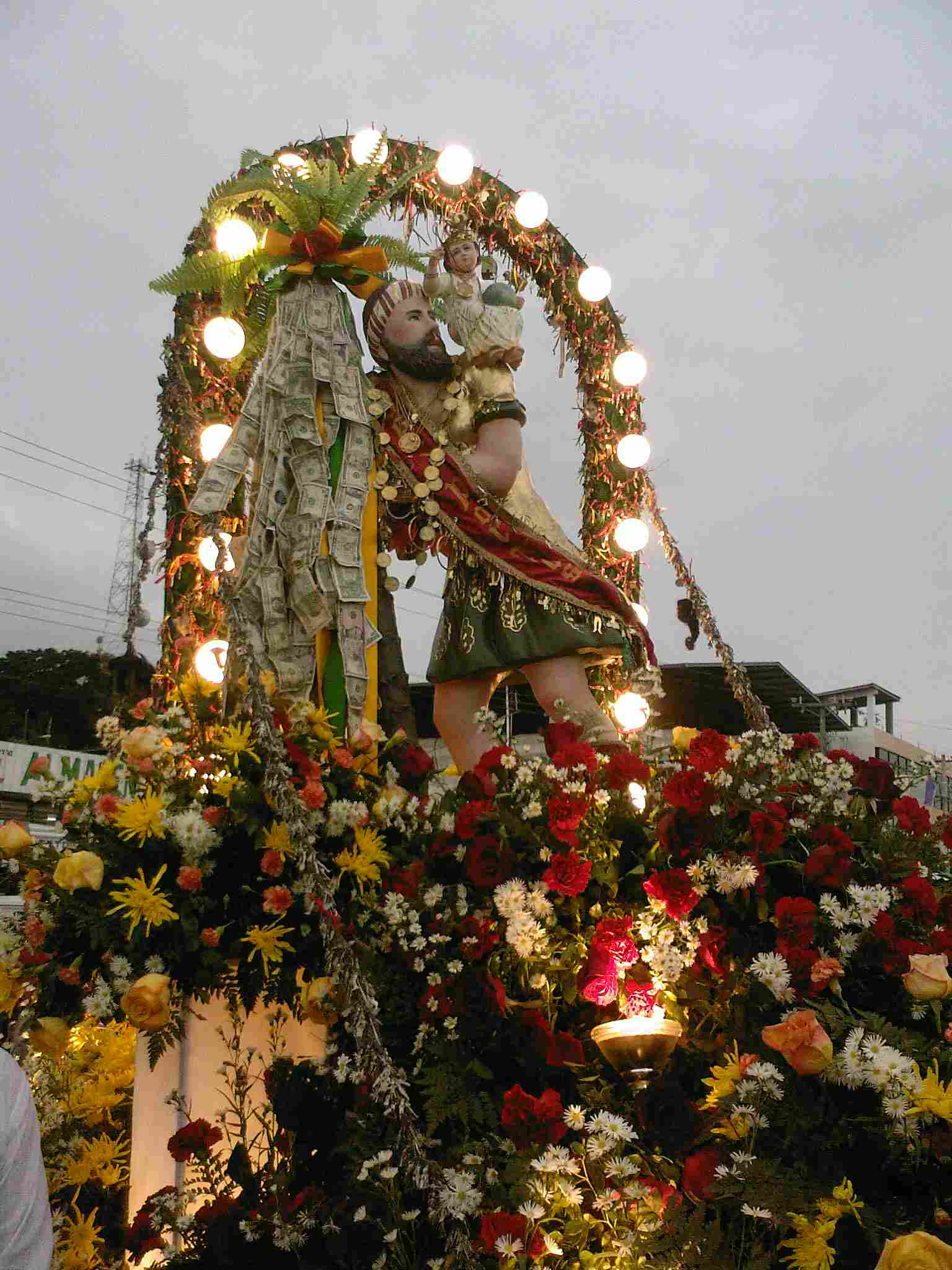
San Cristóbal en procession dans les rues de Chepo.

## Divisions administratives
Le district de Chepo est administrativement divisé selon les corrégiments (corregimientos) suivants :
- San Cristóbal de Chepo (capitale)
- Cañita
- Chepillo (en)
- El Llano
- Las Margaritas
- Santa Cruz de Chinina (en)
- Madungandí
- Tortí (en)

## Démographie
En tant que district dans le recensement de 2010, le district de Chepo a une population de 46 139 habitants, soit une variation de 30% par rapport à la population de 2000. Avec une superficie de 4 937 km2, le district possède une densité de population de 9,3 hab/km2 en 2010.

Concernant le recensement de 2000 (en), le district de Chepo abritait 35 500 habitants. Avec une superficie de 4 937 km2, le district possédait une densité de population de 7,2 hab/km2 en 2000.
| 1990   | 2000   | 2010   |
| ------ | ------ | ------ |
| 29 145 | 35 500 | 46 139 |

Histogramme de l'évolution démographique
Source : INEC